# (35032) 1981 EL26
1981 EL26 (asteroide 35032) é um asteroide da cintura principal. Possui uma excentricidade de 0.16990580 e uma inclinação de 8.58313º.
Este asteroide foi descoberto no dia 2 de março de 1981 por Schelte J. Bus em Siding Spring.